# Sentier de l'École Normale
Le sentier de l'École Normale est un sentier de randonnée français situé à La Réunion, sur le territoire de la commune de Salazie. Entièrement protégé au sein du parc national de La Réunion, il permet d'atteindre un point de vue panoramique sur le Trou de Fer en traversant la forêt de Bélouve.